# Mesabolivar cyaneus
Mesabolivar cyaneus là một loài nhện trong họ Pholcidae. Loài này được phát hiện ở Frans Guiana và Guyana.